# Oregon Waves
Gli Oregon Waves sono una società di pallacanestro statunitense con sede a Beaverton, in Oregon.
Fondati nel 2009, disputano la International Basketball League.